# Malacosteus australis
A Malacosteus australis a csontos halak (Osteichthyes) főosztályának sugarasúszójú halak (Actinopterygii) osztályába, ezen belül a nagyszájúhal-alakúak (Stomiiformes) rendjébe és a mélytengeri viperahalfélék (Stomiidae) családjába tartozó faj.

## Előfordulása
A Malacosteus australis a déli félgömb 25°-45° szélességi körei között fordul elő. A főbb állományai az Indiai-óceánban és Indonézia szigetei között levő tengerekben van.

## Megjelenése
A hím legfeljebb 16,6 centiméter hosszú, míg a nőstény 19,2 centiméteresre is megnőhet. A hátúszóján 16-21 sugár van, míg a farok alatti úszóján 18-23 sugár látható. 45-51 csigolyája van. Világítószervekkel rendelkezik. A világítószervei 5-7-ével 3-7 fürtbe csoportosulnak; főleg a felső állcsonton találhatók. A biolumineszcenciája vörös fényt eredményez.

## Életmódja
Szubtrópusi mélytengeri halfaj, amely 500-2000 méteres mélységek között él. Habár igen keveset tudunk róla, a halbiológusok úgy vélik, hogy nem vesz részt az éjszakánkénti függőleges vándorlásokban - melyekben rengeteg élőlény éjszakánként feljön a felszín közelében táplálkozni. Rákokkal és kis csontos halakkal táplálkozik.